# 42522 Chuckberry
42522 Chuckberry è un asteroide della fascia principale. Scoperto nel 1994, presenta un'orbita caratterizzata da un semiasse maggiore pari a 2,4266605 UA e da un'eccentricità di 0,1446416, inclinata di 3,10627° rispetto all'eclittica.
Ricorda Chuck Berry, il celebre musicista e cantante statunitense.